# شيراهاما واكاياما
شيراهاما واكاياما (بالإنجليزية: Shirahama, Wakayama)‏ هي بلدات اليابان تقع في اليابان في واكاياما (محافظة). يقدر عدد سكانها بـ 20994 نسمة ( حسب إحصائيات أكتوبر 2017 ).

## أعلام
- كازوهيرو ميزوجوتشي